# Antonio Adán
Antonio Adán Garrido (Madrid, 13 maggio 1987) è un calciatore spagnolo, portiere svincolato.

## Carriera

### Club

#### Real Madrid
Debutta nel Real Madrid C nella stagione 2004-2005, dove trascorre le seguenti due stagioni come titolare. Dopo il campionato europeo Under-19, passa a far parte del Real Madrid Castilla. Nell'estate del 2006 gioca alcune partite in prima squadra con Fabio Capello, che lo schiera tra i pali nelle amichevoli pre stagionali. Diventa un portiere stabile della prima squadra sotto la gestione di José Mourinho.
L'8 dicembre 2010 debutta con il Real Madrid in una partita ufficiale di Champions League, sostituendo l'infortunato Jerzy Dudek. Il 13 febbraio 2011 fa il suo debutto nella Liga, entrando al secondo minuto della partita contro l'Espanyol, per via dell'espulsione di Iker Casillas. Diventa ufficialmente il secondo portiere per la stagione 2011-2012, in seguito al ritiro di Dudek.
Nel dicembre del 2012 sostituisce Casillas in alcune partite di campionato. Nel gennaio del 2013, in seguito ad un problema alla mano di Casillas, il club di Madrid acquista Diego López per sostituire il portiere infortunato, relegando così Adán al ruolo di terza scelta. Il 2 settembre 2013 rescinde il suo contratto con i Blancos, rimanendo quindi svincolato.

#### Cagliari e ritorno in Spagna
Il 19 novembre viene ingaggiato a parametro zero dal Cagliari. Con i sardi firma un contratto annuale con opzione per il prolungamento, diventando così il primo calciatore spagnolo nella storia del club rossoblù. Sceglie la maglia numero 26 per la stagione 2013-2014. Esordisce in Serie A il 5 gennaio 2014 nella gara in trasferta contro il Chievo, terminata con il punteggio di 0-0, scendendo in campo dal primo minuto.
Il 27 gennaio, quindici giorni dopo una disastrosa prestazione nella partita persa per 1-4 contro la Juventus, rescinde consensualmente il contratto con la società sarda e lo stesso giorno è ingaggiato dal Real Betis. Debutta con la nuova maglia il 2 febbraio, nella vittoria per 2-0 contro l'Espanyol.
Il 10 luglio 2018 si trasferisce all'Atlético Madrid. Esordisce coi Colchoneros il 30 ottobre 2018 in occasione della partita di Coppa del Re vinta contro il Sant Andreu per 1-0.

#### Sporting Lisbona
Il 20 agosto 2020 firma per lo Sporting Lisbona.

### Nazionale
Fu il capitano della nazionale spagnola Under-19 durante il vittorioso campionato europeo di categoria nell'estate del 2006. Fu poi convocato nella nazionale Under-21 per i play-off dei campionati europei del 2007 contro l'Italia nell'ottobre 2006, che la Spagna perse con lui in panchina.

## Statistiche

### Presenze e reti nei club
Statistiche aggiornate al 22 febbraio 2024.
| Stagione                | Squadra                 | Campionato              | Campionato | Campionato | Coppe nazionali | Coppe nazionali | Coppe nazionali | Coppe continentali | Coppe continentali | Coppe continentali | Altre coppe | Altre coppe | Altre coppe | Totale | Totale |
| Stagione                | Squadra                 | Comp                    | Pres       | Reti       | Comp            | Pres            | Reti            | Comp               | Pres               | Reti               | Comp        | Pres        | Reti        | Pres   | Reti   |
| ----------------------- | ----------------------- | ----------------------- | ---------- | ---------- | --------------- | --------------- | --------------- | ------------------ | ------------------ | ------------------ | ----------- | ----------- | ----------- | ------ | ------ |
| 2006-2007               | Real M. Castilla        | SD                      | 6          | -11        | -               | -               | -               | -                  | -                  | -                  | -           | -           | -           | 6      | -11    |
| 2007-2008               | Real M. Castilla        | SDB                     | 11         | -13        | -               | -               | -               | -                  | -                  | -                  | -           | -           | -           | 11     | -13    |
| 2008-2009               | Real M. Castilla        | SDB                     | 31         | -35        | -               | -               | -               | -                  | -                  | -                  | -           | -           | -           | 31     | -35    |
| 2009-2010               | Real M. Castilla        | SDB                     | 36         | -50        | -               | -               | -               | -                  | -                  | -                  | -           | -           | -           | 36     | -50    |
| Totale Real M. Castilla | Totale Real M. Castilla | Totale Real M. Castilla | 84         | -109       |                 | -               | -               |                    | -                  | -                  |             | -           | -           | 84     | -109   |
| 2009-2010               | Real Madrid             | PD                      | 0          | 0          | CR              | 0               | 0               | UCL                | 0                  | 0                  | -           | -           | -           | 0      | 0      |
| 2010-2011               | Real Madrid             | PD                      | 3          | 0          | CR              | 1               | -2              | UCL                | 1                  | 0                  | -           | -           | -           | 5      | -2     |
| 2011-2012               | Real Madrid             | PD                      | 1          | -1         | CR              | 2               | -1              | UCL                | 2                  | -2                 | SS          | 0           | 0           | 5      | -2     |
| 2012-2013               | Real Madrid             | PD                      | 3          | -4         | CR              | 4               | -4              | UCL                | 1                  | -1                 | SS          | 0           | 0           | 8      | -9     |
| Totale Real Madrid      | Totale Real Madrid      | Totale Real Madrid      | 7          | -5         |                 | 7               | -7              |                    | 4                  | -3                 |             | 0           | 0           | 18     | -15    |
| nov. 2013-gen. 2014     | Cagliari                | A                       | 2          | -4         | CI              | -               | -               | -                  | -                  | -                  | -           | -           | -           | 2      | -4     |
| gen.-giu. 2014          | Real Betis              | PD                      | 17         | -31        | CR              | 0               | 0               | UEL                | 4                  | -3                 | -           | -           | -           | 21     | -34    |
| 2014-2015               | Real Betis              | SD                      | 40         | -35        | CR              | 0               | 0               | -                  | -                  | -                  | -           | -           | -           | 40     | -35    |
| 2015-2016               | Real Betis              | PD                      | 36         | -50        | CR              | 1               | -4              | -                  | -                  | -                  | -           | -           | -           | 37     | -54    |
| 2016-2017               | Real Betis              | PD                      | 37         | -62        | CR              | 0               | 0               | -                  | -                  | -                  | -           | -           | -           | 37     | -62    |
| 2017-2018               | Real Betis              | PD                      | 30         | -53        | CR              | 0               | 0               | -                  | -                  | -                  | -           | -           | -           | 30     | -53    |
| Totale Betis            | Totale Betis            | Totale Betis            | 160        | -231       |                 | 1               | -4              |                    | 4                  | -3                 |             | -           | -           | 165    | -238   |
| 2018-2019               | Atlético Madrid         | PD                      | 1          | -2         | CR              | 4               | -4              | UCL                | 0                  | 0                  | SU          | 0           | 0           | 5      | -6     |
| 2019-2020               | Atlético Madrid         | PD                      | 1          | 0          | CR              | 1               | -2              | UCL                | 0                  | 0                  | SS          | 0           | 0           | 2      | -2     |
| Totale Atletico Madrid  | Totale Atletico Madrid  | Totale Atletico Madrid  | 2          | -2         |                 | 5               | -6              |                    | 0                  | 0                  |             | 0           | 0           | 7      | -8     |
| 2020-2021               | Sporting Lisbona        | PL                      | 32         | -19        | CP+CdL          | 1+2             | 0 + -1          | UEL                | 2                  | -4                 | -           | -           | -           | 37     | -24    |
| 2021-2022               | Sporting Lisbona        | PL                      | 33         | -23        | CP+CdL          | 2+2             | -3 + -2         | UCL                | 7                  | -13                | SP          | 1           | -1          | 45     | -42    |
| 2022-2023               | Sporting Lisbona        | PL                      | 31         | -29        | CP+CdL          | 0+4             | -3              | UCL+UEL            | 5+6                | -5 + -6            | -           | -           | -           | 46     | -43    |
| 2023-2024               | Sporting Lisbona        | PL                      | 21         | -19        | CP+CdL          | 0               | 0               | UEL                | 6                  | -7                 | -           | -           | -           | 27     | -26    |
| Totale Sporting Lisbona | Totale Sporting Lisbona | Totale Sporting Lisbona | 117        | -90        |                 | 11              | -9              |                    | 26                 | -35                |             | 1           | -1          | 155    | -135   |
| Totale carriera         | Totale carriera         | Totale carriera         | 372        | -441       |                 | 24              | -26             |                    | 34                 | -41                |             | 1           | -1          | 431    | -509   |

## Palmarès

### Club

#### Competizioni nazionali
- Coppa di Spagna: 1

Real Madrid: 2010-2011
- Campionato spagnolo: 1

Real Madrid: 2011-2012
- Supercoppa di Spagna: 1

Real Madrid: 2012
- Segunda División (Spagna): 1

Betis: 2014-2015
- Coppa di Lega portoghese: 2

Sporting CP: 2020-2021, 2021-2022
- Campionato portoghese: 2

Sporting CP: 2020-2021, 2023-2024
- Supercoppa di Portogallo: 1

Sporting CP: 2021

#### Competizioni internazionali
- Supercoppa UEFA: 1

Atlético Madrid: 2018

### Nazionale
- Campionato d'Europa Under-19: 1

2006